# Muzej islamske umetnosti, Gazni
Muzej islamske umetnosti je muzej v Gazniju v Afganistanu. Stoji v Rauzi, predmestju Gaznija. 

## Zgodovina
Muzej je prvič odprla italijanska arheološka misija leta 1966 v obnovljenem mavzoleju Abd al-Razzaqa iz 16. stoletja, da bi prikazal artefakte iz islamskega obdobja. Delo je bilo ustavljeno med vojno s Sovjetsko zvezo po letu 1979, v kateri je bilo poškodovanih več njegovih artefaktov. Od takrat je bil obnovljen v letih 2004–2007. Številne artefakte, odkrite na območju mesta Gazni, najdemo tudi v muzejih v Kabulu.